# Évêque de Birmingham

Armoiries des évêques de Birmingham.

L'évêque de Birmingham est à la tête du diocèse anglican de Birmingham, dans la province de Cantorbéry.
De 1850 à 1911, un évêque catholique a également porté le titre d'évêque de Birmingham. Depuis 1911, le titulaire catholique du siège de Birmingham a été élevé à la dignité d'archevêque.

## Liste des évêques de Birmingham
- 1905-1911 : Charles Gore[1]
- 1911-1924 : Henry Russel Wakefield
- 1924-1953 : Ernest Barnes[2]
- 1953-1969 : John Leonard Wilson
- 1969-1977 : Lawrence Ambrose Brown
- 1977-1987 : Hugh Montefiore
- 1987-2002 : Mark Santer
- 2002-2005 : John Sentamu[3]
- 2006-2022 : David Urquhart
- 2023- : Michael Volland (en)[4],[5]